# John Lindroth (ginnasta)
John Hjalmar Lindroth (17 settembre 1883 – 24 luglio 1960) è stato un ginnasta finlandese.

## Palmarès

### Olimpiadi
- Bronzo a Londra 1908 nel concorso a squadre.